# LASEK
LASEK (do inglês Laser-Assisted Sub-Epithelial Keratectomy) é a designação de um intervenção cirúrgica indolor e relativamente rápido (cerca de 10 minutos), com a utilização de raio laser, para a correção de erros visuais diretamente no olho humano, desenvolvido originalmente na Itália por Massimo Camellin em 1998.

## Procedimento
Na intervenção cirurgica, é levantada una fina camada da córnea o epitélio, que é recolocada posteriormente e após a cirurgia é colocada uma lente. Ao comparar com a técnica de "LASIK", que consiste no corte na córnea, o LASEK elimina de forma bastante eficiente a possibilidade de existirem complicações, sendo por isso indicado em todo tipo de pacientes, uma vez que não há lugar a qualquer tipo de corte na córnea; naturalmente após uma criteriosa avaliação oftalmológica
Comparado ao procedimento "PRK", o LASEK permite um retorno mais rápido da visão, menos desconforto e quase elimina o risco de neblina (haze). No "PRK" o epitélio é removido, levando a uma demora maior na cicatrização e também a um desconforto mais intenso .